# فرودگاه بین‌المللی رزیستنسیا

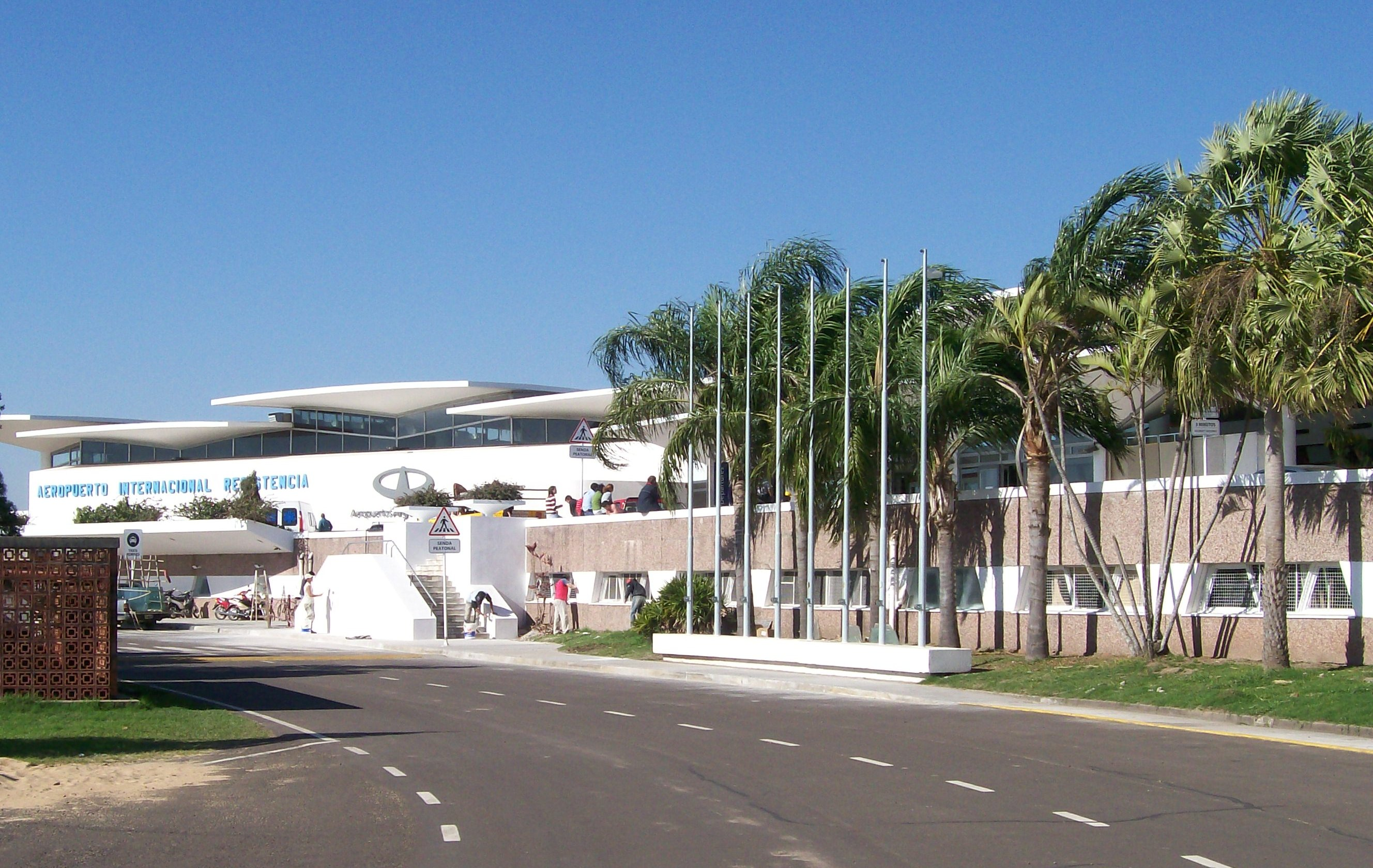
نمایی از این فردوگاه

 فرودگاه بین‌المللی رزیستنسیا (به انگلیسی: Resistencia International Airport) (به زبان بومی: Aeropuerto Internacional de Resistencia) یک فرودگاه همگانی و نظامی مسافربری با کد یاتا RES است که یک باند فرود آسفالت دارد و طول باند آن ۲۸۵۰ متر است. این فرودگاه در کشور آرژانتین قرار دارد و در ارتفاع ۵۲ متری از سطح دریا واقع شده است.